# یاووژه (استان سیلسیان)
یاووژه (به لاتین: Jaworze) یک روستا در لهستان است که در گمینا یاووژه واقع شده‌است. یاووژه ۲۱٫۲۳ کیلومتر مربع مساحت و ۶٬۱۹۵ نفر جمعیت دارد.